# Stenophylax caesareus
Stenophylax caesareus är en nattsländeart som beskrevs av Navás 1917. Stenophylax caesareus ingår i släktet Stenophylax och familjen husmasknattsländor. Inga underarter finns listade i Catalogue of Life.